# Agrias cassandra
Agrias cassandra är en fjärilsart som beskrevs av Johannes Karl Max Röber 1925. Agrias cassandra ingår i släktet Agrias och familjen praktfjärilar. Inga underarter finns listade i Catalogue of Life.